# Usine métallurgique Azovstal de Marioupol
L'usine métallurgique Azovstal de Marioupol est, (était), une usine située à Marioupol, en Ukraine.

## Histoire
La construction de l'usine métallurgique Azovstal de Marioupol est décidée par le Conseil suprême de l'économie nationale le 2 février 1930. Sa construction commence le 7 novembre 1930. Le 3 novembre 1931 commence le creusement du canal menant de l'usine vers le port de Marioupol. La production de fer débute le 12 août 1933 et celle de l'acier en janvier 1935.
Durant la Seconde Guerre mondiale, la production est arrêtée le 7 octobre 1941. Le 7 septembre 1943, les installations principales de l'usine sont détruites par l'armée allemande lors de sa retraite. L'usine se reconstruit et redémarre progressivement à partir du 24 octobre 1944.
En 1954, l'usine d'Azovstal devient la première d'URSS à produire des rails de 25 mètres de long.
Elle a construit pour ses ouvriers un théâtre et un hôpital en ville.
L'usine Azovstal appartient au groupe Metinvest, contrôlé par l'homme le plus riche d'Ukraine, Rinat Akhmetov.

### Invasion de l'Ukraine par la Russie en 2022
En mars 2022, lors du siège de Marioupol, dans le cadre de l'invasion de l'Ukraine par la Russie, l'usine est endommagée par les bombardements de l'armée russe. L'usine, utilisée comme camp retranché par l'armée ukrainienne, est pratiquement réduite à l'état de ruines, au-delà du réparable, à la suite de bombardements aériens russes et de combats menés dans le complexe sidérurgique. Le directeur général d'Azovstal, Enver Tskitishvili, indique que son entreprise a pris des mesures de précaution dans l'usine dès le début de l'invasion russe le 24 février, pour prévenir tout dommage à l'environnement : « Les batteries de fours à coke ne représentent plus de danger pour la vie des habitants. Nous avons également arrêté correctement les hauts fourneaux »... « Nous retournerons dans la ville, reconstruirons et ressusciterons l'entreprise ».
Le 16 avril 2022, Azovstal devient la dernière poche de résistance organisée tenue par les forces ukrainiennes, dans le cadre du siège de Marioupol. Les forces russes ont donné aux défenseurs jusqu’à 6 heures du matin, heure de Moscou, le 17 avril, l'occasion de se rendre. La Russie a affirmé que s’ils laissaient derrière eux leurs armes, « ils garantiraient leur vie ». Les forces ukrainiennes ont refusé de se rendre et des parties de l’usine sont restées sous leur contrôle.
Le 5 mai, Yuriy Sak (conseiller présidentiel ukrainien) a déclaré à l'émission Today (en) de la BBC Radio 4 que la défense de l'Azovstal était pour les dirigeants militaires et politiques ukrainiens la « priorité numéro un », mais que la situation était « extrêmement difficile ».
Le 7 mai, Iryna Verechtchouk (vice-Première ministre de l'Ukraine) a annoncé sur l'application Telegram que tous les civils avaient été évacués de l'Azovstal. Les militaires sont restés pour continuer la résistance,. Selon le message vidéo quotidien de Zelensky, qui remerciait le Comité international de la Croix-Rouge et l'Organisation des Nations unies, une deuxième phase d'évacuation des blessés et du personnel médical était en cours de préparation.

## Production
Le site de l'usine métallurgique Azovstal produit du coke, possède une usine d'agglomération et des hauts fourneaux permettant de produire de l'acier.